# Tributo
Il tributo è un prelievo coattivo di ricchezza sui cittadini contribuenti, secondo quanto fissato dal sistema tributario di uno Stato, regolamentato dal rispettivo diritto tributario.
Il tributo è richiesto generalmente dallo Stato, da un ente pubblico o da un'altra pubblica amministrazione, espressione dell'esercizio della potestà d'imperio di un ente sovrano. Nel linguaggio corrente per indicare i tributi viene spesso usato, impropriamente, il termine "tasse".  L'ammontare dei tributi riscossi dallo Stato è detto gettito fiscale.

## Classificazione
I tributi si dividono in:
- Imposte, prelievi di ricchezza per far fronte a fini di interesse generale. Lo Stato preleva in base a dei criteri somme di denaro ad ogni persona o ente che poi utilizza per il finanziamento della spesa pubblica destinata a servizi indivisibili fra i cittadini come, secondo la dottrina classica, la difesa dello Stato, la giustizia, l'ordine pubblico;
- Tasse, ovvero prelievi operati nei confronti di chi richiede ed ottiene un pubblico servizio divisibile, ad esempio l'istruzione (tassa universitaria) o la partecipazione ad un concorso (tassa concorsi posti a ruolo). Essa è ispirata al principio economico del beneficio, che rapporta il carico fiscale in base al beneficio ottenuto (in questo caso rappresentato dal servizio ricevuto). Tuttavia le tasse non hanno una natura bilaterale come i prezzi; il prezzo di un bene infatti è la controprestazione dovuta per il suo acquisto, da pari a pari. Invece nel caso delle tasse lo Stato si pone (almeno formalmente) su un piano di rilievo rispetto all'utente. Egli infatti concede il pubblico servizio, ovverosia una prestazione da esso considerata di rilievo nazionale, in cambio del pagamento (imposto in forma autoritativa) di una somma di denaro. Sul piano pratico tasse e prezzi sono identici, in linea teorica tuttavia vi è questa differenza logica;
- Contributi, prelievi coattivi di ricchezza effettuati nei confronti di coloro che traggono un beneficio individuale da opere o servizi di rilevanza generale. Similmente alla tassa, il contributo ha la funzione di far gravare una parte del costo del servizio o dell'opera su coloro che se ne avvantaggiano in modo particolare. I contributi si dividono in:
  - Sociali, accantonamenti di reddito per far fronte ad esigenze future (nella prassi denominati contributi previdenziali). Si è molto discusso in passato sulla natura di queste somme, se configurarle come premi di assicurazione o risparmio forzato. La dottrina prevalente ritiene che si tratti di tributi.
  - Fiscali, richiesti a coloro che si avvantaggiano dall'utilizzo di opere pubbliche (in Italia esiste l'Imposta di scopo per le opere pubbliche, impropriamente nominata come imposta);

## Funzioni
Tre sono le funzioni del tributo: acquisitiva, redistributiva, promozionale.
- La funzione acquisitiva consiste nel procurare all'Ente pubblico le risorse necessarie al proprio funzionamento e per la realizzazione dei suoi obiettivi (tipicamente, per finanziare la spesa pubblica);
- la funzione redistributiva consiste nel modificare la distribuzione della ricchezza tra i contribuenti, introducendo maggiore equità. È strumentale al perseguimento di obiettivi di giustizia sociale. Essa viene realizzata, ad esempio, con l'introduzione di tributi progressivi, tributi nei quali il prelievo fiscale aumenta più che proporzionalmente all'aumentare della base imponibile;
- la funzione promozionale consiste nell'incentivare o disincentivare talune condotte dei contribuenti. Viene realizzata tipicamente introducendo, rispettivamente, agevolazioni o penalizzazioni fiscali. Essa è espressione della cosiddetta "funzione promozionale del diritto".

## Indici statistici
La pressione tributaria (P) è il rapporto fra l'entità dei tributi (T) e il reddito nazionale o PIL (Y): P = T / Y.
Questo indice mostra la parte di reddito nazionale che ogni anno viene assorbita dai tributi.
Tale concetto può essere inteso in senso stretto, considerando solo imposte e tasse, oppure considerando anche tutti i contributi. In questo caso i teorici sono dibattuti, dato che alcuni li scartano mentre altri denominano la pressione tributaria "pressione fiscale". Ad oggi, su questo concetto non vi è unanimità.

## Effetti economici del prelievo tributario
Secondo la teoria keynesiana, un incremento dei tributi può far diminuire consumi e investimenti, facendo crescere la spesa pubblica, nonché deprimendo la propensione al risparmio. L'economista Arthur Laffer ha studiato la relazione fra gettito e aliquota, dando origine alla Curva di Laffer.

## Tributi in Italia
L'art. 23 della Costituzione della Repubblica italiana afferma il principio secondo il quale:
Secondo la giurisprudenza della Corte costituzionale sono definibili tributi quelle entrate erariali caratterizzate dalla:

### Tributi e Costituzione
Nella Costituzione diverse norme disciplinano i tributi:
- art. 23: Nessuna prestazione patrimoniale o personale può essere imposta se non in base alla legge (riserva di legge relativa);
- art. 53: Tutti sono tenuti a concorrere alle spese pubbliche in ragione della loro capacità contributiva (secondo parte della dottrina, questa disposizione si applica soltanto alle imposte e non anche alle tasse e ai contributi).
- art. 75: [...] Non è ammesso referendum per le leggi tributarie e di bilancio [...];
- art. 81: [...] Ogni legge che implichi maggiori oneri provvede ai mezzi per farvi fronte. [...] Il contenuto della legge di bilancio, le norme fondamentali e i criteri volti ad assicurare l'equilibrio tra le entrate e le spese dei bilanci e la sostenibilità del debito del complesso delle pubbliche amministrazioni sono stabiliti con legge approvata a maggioranza assoluta.
- art. 120: La Regione non può istituire dazi di importazione o di esportazione o transito tra le Regioni [...].

#### Il principio di capacità contributiva
L’articolo 53 della Costituzione italiana sancisce il principio di capacità contributiva; esso prevede che l’onere fiscale sia commisurato alla forza economica del contribuente.
L'attuazione di una tassazione ambientale, in particolare l’applicazione del “chi inquina paga”, ha suscitato dei dubbi di costituzionalità rispetto a tale principio. Infatti la lettura tradizionale di questa norma prevede che solo gli indici con un valore monetario siano presupposti idonei del tributo, adatti a costituire la base imponibile.
Di conseguenza ci si chiede se l’ambiente e la capacità di inquinare siano suscettibili di una valutazione patrimoniale. Non tutti condividono questa interpretazione “mobile” del principio di capacità contributiva: si sostiene che questa non può che consistere nel possesso concreto e attuale di mezzi economici per pagare le imposte. Alcuni autori in tal senso hanno criticato l’introduzione dell’Irap, poiché essa assume come indice di capacità contributiva l'attitudine a produrre reddito e non l'esistenza del reddito medesimo; altri assumono posizioni consimili proprio riguardo l’imposizione ambientale.
Le riforme fiscali propongono l’inserimento dell’inquinamento prodotto o dell’energia consumata tra gli elementi utili per individuare la capacità contributiva del contribuente. Così, a parità di base imponibile, si ravvisa una minore forza economica in capo a chi ha realizzato il presupposto del tributo in modo ecologicamente più sostenibile.
Il tributo ambientale è caratterizzato da una relazione diretta fra il suo presupposto e l’unità fisica (emissioni inquinanti, risorsa ambientale, bene o prodotto) che produce o può produrre un danno ambientale.
L’applicazione del principio “chi inquina paga” ai tributi ambientali in senso stretto consente di stabilire come debbano essere collegati ad un «deterioramento sopportabile» dell’ambiente, «possibilmente reversibile» ed «eventualmente riparabile».[
Il danno ambientale irreversibile e non sostenibile non può essere assunto a presupposto di un tributo ambientale. La «tassa con finalità ambientale extrafiscale» si legittima in quanto prelievo coattivo correlato al servizio pubblico di risanamento ambientale richiesto ed utilizzato dai contribuenti, o reso necessario dalla loro attività, senza che il danno ambientale sia assorbito nel presupposto impositivo o utilizzato per quantificare il tributo.
Riconoscere il valore economicamente quantificabile dell’ambiente rileva soprattutto ai fini dell'attuazione del principio di uguaglianza; infatti, esiste una correlazione tra inquinamento e arricchimento, che giustifica una valutazione diversificata della capacità contributiva di soggetti aventi eguale capacità economica:
1. Il soggetto che produce diseconomie esterne senza farsene carico, si arricchisce indebitamente a spese della collettività;
2. il soggetto che usa risorse scarse o limitate, sottraendole all’uso collettivo, ne trae un beneficio equivalente al valore delle risorse stesse.[10]

Inoltre ci sono due ulteriori questioni da considerare:
1. L’art. 53 è una norma elastica e gli indici di capacità contributiva non sono predefiniti. Per una piena attuazione della norma, il legislatore ha il potere discrezionale di includere nuovi elementi significativi ed economicamente valutabili, anche discostandosi da una concezione tradizionale di ricchezza;[1]
2. Il principio di capacità contributiva va bilanciato con altri principi costituzionali, tra cui quello di tutela ambientale. Questo bilanciamento deve garantire la razionalità, la coerenza e la non arbitrarietà della previsione. Esse non sono a priori compromesse, considerando la ratio di tali misure: indirizzare i consociati verso condotte ecologicamente virtuose.

### Soggetto passivo
Da un lato il tributo ambientale mira a tutelare la collettività, essendo istituto anche per ridurre determinati comportamenti impattanti, dall’altro esso si riversa, spesso in modo inevitabile, sulla stessa collettività, salvaguardata sotto l’aspetto “salute”, ma colpita economicamente.
I soggetti passivi in senso economico sono i responsabili del pregiudizio ambientale, con il consumo della risorsa. Tale effetto non si realizza, se la gran parte dei tributi ambientali finisce con lo stabilire la soggettività passiva di contribuenti ai quali è attribuito un diritto o dovere di rivalsa sui fruitori del servizio.
Di particolare efficacia si rivelano quelle forme di imposizione “ambientale” che riescano a distinguere la collettività tutelata dalla gamma di soggetti passivi del tributo: è il caso ad es. dell’imposta di soggiorno, che colpisce, a beneficio dell’ente portatore delle esigenze dei “residenti”, soggetti non residenti, che solo indirettamente si avvantaggiano dei miglioramenti della vivibilità delle città da loro visitate.
Il discorso è simile per le varie forme, di ticket di ingresso nelle città finalizzati a ridurre l’afflusso di veicoli nei centri storici: in questo caso infatti, molto più di quanto accada con l’imposta di soggiorno, viene colpita una platea di soggetti passivi che può sia coincidere con i cittadini tutelati, sia identificarsi in lavoratori che sono costretti a raggiungere quotidianamente la città.

### Statuto del contribuente
Lo statuto del contribuente è una legge volta a difendere i soggetti passivi dei tributi dai possibili abusi del fisco.